# 南克魯賽羅 (南里奧格蘭德州)

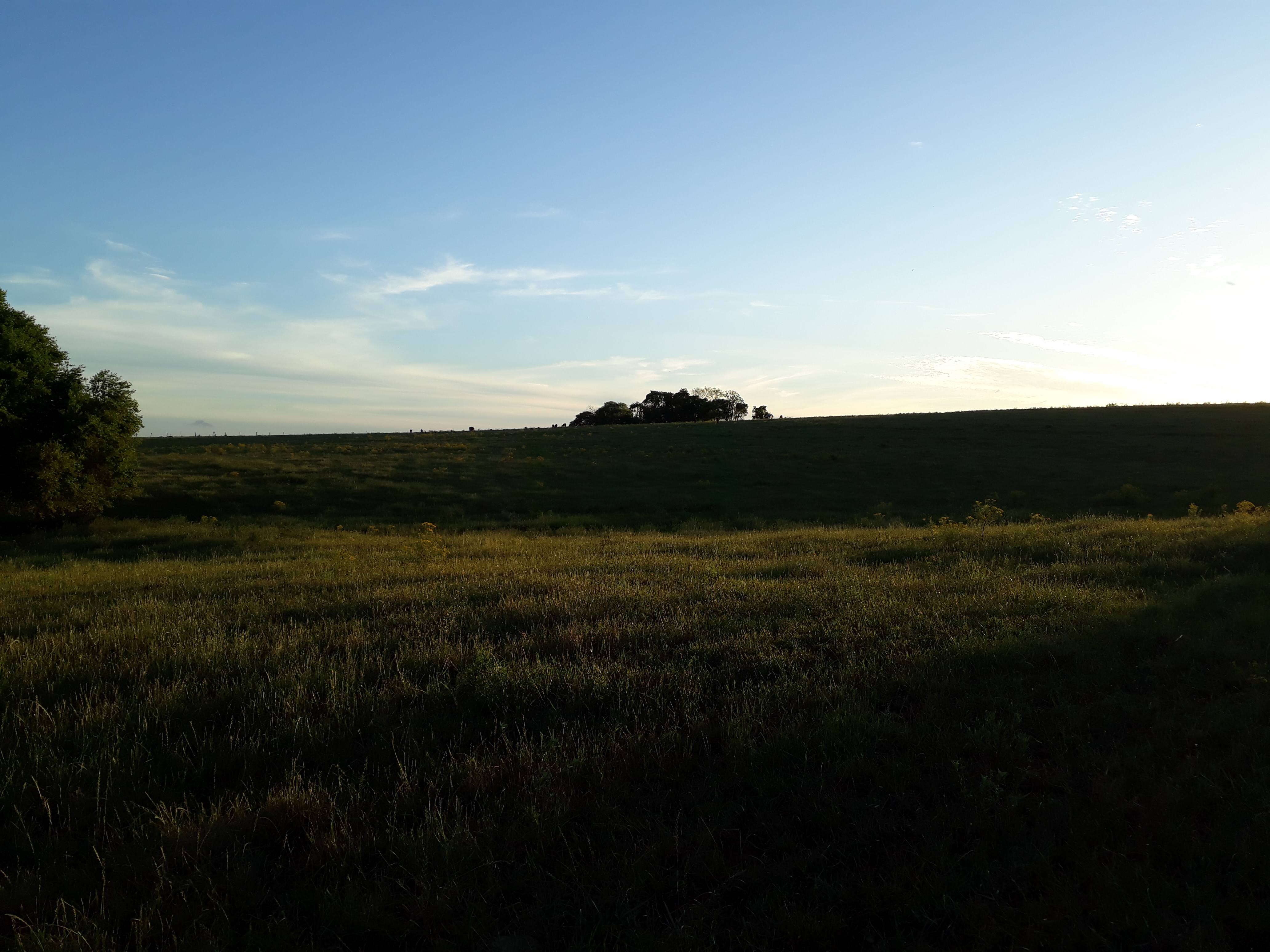
南克魯賽羅

29°30′46″S 51°59′6″W / 29.51278°S 51.98500°W
南克魯賽羅（葡萄牙語：Cruzeiro do Sul）是巴西的城鎮，位於該國南部，由南里奧格蘭德州負責管轄，始建於1963年11月22日，面積155平方公里，海拔高度37米，2010年人口12,331，人口密度每平方公里79.44人。